# Албрехт Ахилес
Албрехт „Ахилес“ (на немски: Albrecht „Achilles“ von Brandenburg; * 9 ноември 1414, Тангермюнде; † 11 март 1486, Франкфурт на Майн) от род Хоенцолерн, е като Албрехт I от 1440 до 1486 г. маркграф на Ансбах и от 1457 до 1486 г. Кулмбах и по-късно като Албрехт III третият курфюрст на Бранденбург от 1471 до 1486 г.

## Живот
Той е третият син на бранденбургския курфюрст Фридрих I (1371 – 1440) и Елизабета Баварска (1383 – 1442), дъщеря на херцог Фридрих от Бавария-Ландсхут от род Вителсбахи.
След смъртта на баща му през 1440 г. той наследява първо Княжество Ансбах.
Албрехт отива през 1435 г. до Йерусалим заедно с най-големия му брат Йохан „Алхимист“ и понеже той няма мъжки наследник го наследява през 1464 г. като маркграф на Маркграфство Бранденбург-Кулмбах. По-големият му брат Фридрих II „Железния“ се оттегля като курфюрст и му предава управлението на Бранденбург през 1470 г. Така Албрехт получава цялото наследство на Дом Хоенцолерн. През 1460 г. той прави Ансбах своя резиденция.
Албрехт Ахилес е един от най-значимите князе по неговото време. Допълнителното му име Ахиллес му дава папа Пий II. Той е военен командир и дипломат. След като поема управлението в Бранденбург, той успява през 1472 г. да прекрати победоносно дългогодишната война с Померания (Щетинската наследствена война през 1464 – 1472). През 1473 г. Албрехт Ахилес поставя най-големия си син Йохан Цицерон за регент на Марк Бранденбург.
През 1481 г. Албрехт Ахилес основава на Св. Якоб-ден (26 юли) турнирското общество в Берен от рицари от 53 благороднически фамилии.
През 1486 г. Албрехт Ахилес, тежко болен, отива на имперското събрание във Франкфурт на Майн, на което Максимилиан I е избран за крал. Албрехт Ахилес умира там на 11 март 1486 г. по време на събранието. Той е погребан на 19 юни 1486 г. в манастирската църква в Хайлсброн.

## Фамилия
Албрехт Ахилес се жени два пъти и има общо 19 деца.
Първи брак: през 1446 г. в Хайлсброн с Маргарета фон Баден (* 1431, † 24 октомври 1457), дъщеря на маркграф Якоб I фон Баден (1407 – 1453) и Катарина от Лотарингия (1407 – 1439). Бракът не е щастлив. Те имат трима сина и три дъщери:
- Урсула фон Бранденбург (1450 – 1508)

∞ 1467 херцог Хайнрих I фон Мюнстерберг (1448 – 1498)
- Елизабет (1451 – 1524)

∞ 1467 херцог Еберхард II фон Вюртемберг (1447 – 1504)
- Маргарета (1453 – 1509), абатеса на манастир Хоф 1476
- Йохан Цицерон (1455 – 1499), курфюрст на Бранденбург

∞ 1476 принцеса Маргарета от Саксония (1449 – 1501)
Втори брак: на 12 ноември 1458 г. с принцеса Анна от Саксония (* 7 март 1437, † 31 октомври 1512), дъщеря на Фридрих II „Кроткия“, курфюрст на Саксония, и Маргарета Австрийска (1416 – 1486). Тя му ражда петима сина и осем дъщери:
- Фридрих V (1460 – 1536), маркграф на Бранденбург-Ансбах, маркграф на Бранденбург-Байройт

∞ 1479 принцеса София от Полша (1464 – 1512)
- Амалия (1461 – 1481)

∞ 1478 пфалцграф Каспар фон Цвайбрюкен (1458 – 1527)
- Анна (*/† 1462)
- Барбара (1464 – 1515)

∞ 1. 1472 херцог Хайнрих XI фон Глогов и Кросен (ок. 1430 – 1476)
∞ 2. 1476 (разведена 1500) крал Владислав II от Бохемия (1456 – 1516)
- Албрехт (*/† 1466)
- Сибила (1467 – 1524)

∞ 1481 херцог Вилхелм фон Юлих-Берг (1455 – 1511)
- Зигмунд (1468 – 1495), маркграф на Бранденбург-Кулмбах
- Албрехт (*/† 1470)
- Доротея (1471 – 1520), абтиса в Бамберг
- Георг (1472 – 1476)
- Елизабет (1474 – 1507)

∞ 1491 граф Херман VIII фон Хенеберг-Ашах (1470 – 1535)
- Магдалена (1476 – 1480)
- Анастасия (1478 – 1534)

∞ 1500 граф Вилхелм IV фон Хенеберг-Шлойзинген (1478 – 1559)